# レースを編む女 (メツー)
『レースを編む女』（レースをあむおんな、独: Die Dame mit dem Klöppelkissen、英: The Lace-maker）は、17世紀オランダ黄金時代の画家ハブリエル・メツーが1661-1664年ごろ、板上に油彩で描いた絵画である。1722年に最初に記録されている本作は、今日知られているメツーの作品としては、いかなるコレクションの中でも最も古い来歴を持つものである。画面上の中央部には、画家のフルネームの署名がある。現在、作品はドレスデンにあるアルテ・マイスター絵画館に所蔵されている。

## 作品
糸紡ぎや縫物、レース作り、刺繍などの針仕事に従事する高潔な女性を描くことは、17世紀半ば以降のオランダの風俗画家たちの間で人気があり、広く行われていた。本作で、メツーは日常の風景で見たものを描いている。画中の女性は、画家の妻イサベラ・デ・ウォルフの特徴を持っている。グレーの壁に油彩画が掛けられている部屋で、鑑賞者の方を向いている女性の膝上にはボビンレースが置かれ、彼女はレース作りに勤しんでいる。彼女はグレーのサテンのドレスと毛皮で縁取りされた青い上着を身に着けて、物憂げに微笑んでいる。彼女の足元の左側には足温器があり、その上には猫が座っている。
一見、何の変哲もないこの作品には、たくさんの暗示が含まれている。猫は官能や誘惑の象徴とされていた。また、オランダの主婦たちにとって欠かせない足温器も同様に解釈されていた。広く普及していた寓意図像集『寓意人形』の中で、著者のルーメル・フィッセルは、足温器を女性の潜在的な恋人の典型としている。男性は、女性の好意を得ようとすれば、足温器と同じように「女性の足元に身を投じ」、彼女に忠実に仕えなければならないとしているのである。

## 大衆文化における利用
1959年、この絵画は東ドイツの切手に登場した。 

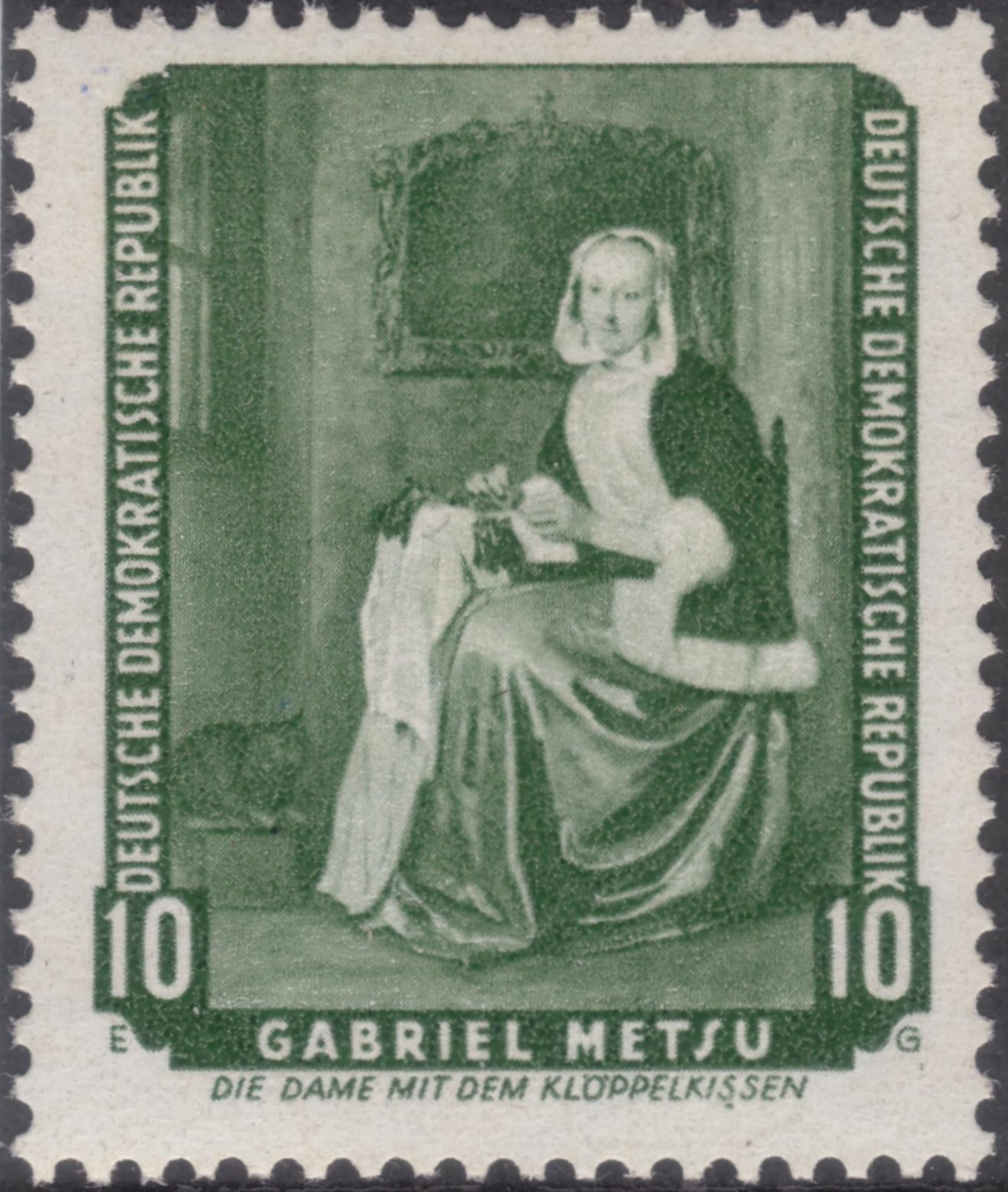